# 五所川原都市圏
五所川原都市圏（ごしょがわらとしけん）とは、青森県五所川原市を中心とする都市圏のこと。

## 定義
一般的な都市圏の定義については都市圏を参照のこと。

### 「10%都市圏」（通勤圏）
五所川原市を中心市とする都市雇用圏（10 % 通勤圏）の人口は約12万人（2010年国勢調査基準）。
都市雇用圏（10 % 通勤圏）の変遷
- 10 % 通勤圏に入っていない自治体は、各統計年の欄で灰色かつ「-」で示す。

| 自治体 ('80) | 1980年                    | 1990年                    | 1995年                     | 2000年                     | 2005年                     | 2010年                     | 自治体 （現在） |
| ------------ | ------------------------- | ------------------------- | -------------------------- | -------------------------- | -------------------------- | -------------------------- | --------------- |
| 市浦村       | -                         | -                         | -                          | -                          | 五所川原 都市圏 13万1674人 | 五所川原 都市圏 12万2677人 | 五所川原市      |
| 金木町       | -                         | -                         | 五所川原 都市圏 10万7301人 | 五所川原 都市圏 11万1232人 | 五所川原 都市圏 13万1674人 | 五所川原 都市圏 12万2677人 | 五所川原市      |
| 五所川原市   | 五所川原 都市圏 5万5464人 | 五所川原 都市圏 5万2792人 | 五所川原 都市圏 10万7301人 | 五所川原 都市圏 11万1232人 | 五所川原 都市圏 13万1674人 | 五所川原 都市圏 12万2677人 | 五所川原市      |
| 柏村         | 五所川原 都市圏 5万5464人 | 五所川原 都市圏 5万2792人 | 五所川原 都市圏 10万7301人 | 五所川原 都市圏 11万1232人 | 五所川原 都市圏 13万1674人 | 五所川原 都市圏 12万2677人 | つがる市        |
| 木造町       | -                         | -                         | 五所川原 都市圏 10万7301人 | 五所川原 都市圏 11万1232人 | 五所川原 都市圏 13万1674人 | 五所川原 都市圏 12万2677人 | つがる市        |
| 森田村       | -                         | -                         | 五所川原 都市圏 10万7301人 | 五所川原 都市圏 11万1232人 | 五所川原 都市圏 13万1674人 | 五所川原 都市圏 12万2677人 | つがる市        |
| 鶴田町       | -                         | -                         | 五所川原 都市圏 10万7301人 | 五所川原 都市圏 11万1232人 | 五所川原 都市圏 13万1674人 | 五所川原 都市圏 12万2677人 | 鶴田町          |
| 稲垣村       | -                         | -                         | -                          | 五所川原 都市圏 11万1232人 | 五所川原 都市圏 13万1674人 | 五所川原 都市圏 12万2677人 | つがる市        |
| 車力村       | -                         | -                         | -                          | -                          | 五所川原 都市圏 13万1674人 | 五所川原 都市圏 12万2677人 | つがる市        |
| 中里町       | -                         | -                         | -                          | -                          | 五所川原 都市圏 13万1674人 | 五所川原 都市圏 12万2677人 | 中泊町          |
| 小泊村       | -                         | -                         | -                          | -                          | 五所川原 都市圏 13万1674人 | 五所川原 都市圏 12万2677人 | 中泊町          |

- 2005年2月11日 - 木造町、森田村、柏村、稲垣村、車力村が新設合併しつがる市が発足。
- 2005年3月28日
  - （旧）五所川原市、金木町、市浦村が新設合併し（新）五所川原市が発足。
  - 中里町、小泊村が新設合併し中泊町が発足。

### 行政の取り組み
五所川原市はつがる市、鰺ヶ沢町、深浦町、鶴田町、中泊町と協定を結び、五所川原圏域定住自立圏を形成している。